# Лента за лентою
«Лента за лентою» — пісня українських повстанців УПА, одна з найвідоміших. Автор слів — Микола Сорокаліта («Лютий»), музика — Василь Заставний («Шершень»), обидва — повстанці.
Слова і музика пісні змінилися в процесі її виконання, оригінальний їх варіант до нашого часу не зберігся.

## Історія
Микола Сорокаліта (також — Сорокаліт, псевдо «Лютий», «Люлька»), майбутній автор слів, був родом зі с. Вибранівки Жидачівського району Львівської області. Командував боївкою служби безпеки ОУН. З його розповіді відома історія виникнення пісні. Згідно з розповіддю, Василь Заставний (псевдо «Шершень») у 1944 році став кущовим провідником ОУН, керуючи підпільною роботою на території кількох сіл тодішнього Новострілищанського району. Приблизно у той час підлеглий Заставному самооборонний кущовий відділ, а також боївка служби безпеки Миколи Сорокаліта провели бій з підрозділом НКВС. Цей бій надихнув до написання пісні. На постою в лісі біля с. Дев'ятники Жидачівського району Микола Сорокаліта написав текст, до якого Василь Заставний підібрав мелодію.
Інше джерело наводить подробиці бою і дату написання — повстанцям стало відомо, що підрозділ НКВС чисельністю у 100 осіб мав намір передислокуватися з Нових Стрілищ у Вибранівку з метою блокування і знищення воїнів УПА. Сорокаліта вирішив не допустити здійснення цього наміру. Маючи лише десять осіб у боївці і стільки ж налічувалось у групі самооборони, їхня несподівана вечірня атака була настільки успішною, що ворог лише хаотично відстрілювався. У цьому бою вдало діяв юнак-кулеметник «Смерека», який уміло маневрував, обстрілюючи солдат НКВС. Ця операція зірвала намір ворога, і під враженням від подвигу юнака-кулеметника, в умовах побуту в дев'ятницькому лісу біля Вибранівки та Чижич, влітку 1946 року народились рядки цієї пісні.
Одним із перших випадків виконання цієї пісні зафіксовано 28 квітня 1945 року в бою біля с. Радванці Радехівського району Львівської області, коли кулеметник Антін Шарко (псевдо «Гірка») та його амуніційний Володимир Башко (псевдо «Цимрина») під час ворожих атак почали співати. Слова підхопили інші повстанці й відбили ворога, а відтак успішно прорвалися з оточення. Згодом «Гірка» за героїчну поставу в цьому бою, за підняття бойового духу піснею «Лента за лентою», а також за інші вчинки був нагороджений Срібним Хрестом бойової заслуги 2 кл.
Слова і музика пісні змінилися в процесі її побутування, оригінальний їх варіант до нашого часу не зберігся.
Пісню співали у часи національного відродження кінця 1980-х — початку 1990-х років, Помаранчевої революції, на Євромайдані.
З 2014 року, у часи російської агресії проти України, її співали українські вояки. Так, бійці батальйону Нацгвардії імені Героя України генерала Сергія Кульчицького вперше почали її співати на сучасний лад: «О лента за лентою набої подавай, український вояче, в бою не відступай». З'явились у пісні й слова «москаль атакує наш рідний Донбас».

## Виконання
Пісня входить до репертуару популярного українського співака і композитора Тараса Чубая. За словами Чубая, його виступ із піснею на Майдані у часи Помаранчевої революції показали на російському телебаченні. Репортаж мав субтитри з перекладом, проте переклад мав зовсім інший текст, ніж той, який співав Чубай — російський телеканал вигадав і додав кілька кровожерних куплетів, нібито у пісні співалося про те, щоб вбивати всіх підряд.
14 жовтня 2018 року пісню в джазовому стилі виконав Оркестр американських ВПС у Європі (The USAFE Band). Концерт відбувся в театрі Марії Заньковецької у Львові, і був присвячений Дню захисника України.

## Текст
- Версія Тараса Чубая:[6][7]
Вже вечір вечоріє, повстанське серце б'є,

А лента набої поспішно подає.

Приспів (двічі):

Ах, лента за лентою — набої подавай,

Вкраїнський повстанче, в бою не відступай!

А ворог атакує і преться щосил,

Юнак-кулеметник їх вправно косив.

Як сонце сходило, втомлений юнак,

Упав він ранений, упав він навзнак.

До нього санітарка поспішно іде,

В обличчя вдивляєсь, його пізнає.

Він в неї вдивляєсь, пече в грудях рана,

Біля кулемета дівчина молода.

А ворог атакує, в останній момент —

Наново заграв вже затихлий кулемет.
- Версія «Товариства Лева»:[8]
Вже вечір вечоріє, повстанське серце б'є,

А лента набої поспішно подає.

Приспів (двічі):

Гей, лента за лентою набої подавай,

Вкраїнський повстанче, в бою не відступай!

На марші цілу нічку, а зранку на зорі

Почалися завзяті, запеклі бої.

А ворог атакує і рветься щосил,

Юнак-кулеметник їх справно косив.

Як сонце вже сходило, натомлений юнак,

Упав він ранений, упав він навзнак.

До нього санітарка поспішно іде,

Цілющі долоні до рани кладе.

Підвівся юнак, вхопив за причеп —

Занову заграв вже затихлий кулемет.

Хто любить Україну, хто любить свій народ,

Той піде у повстанці без жодних перешкод!

## Вплив
У 2010 році у Львові започаткували пісенний фестиваль «Лента за лентою» за назвою пісні.
У 2023 році волинська радіостанція «СіД FM» за підтримки Українського культурного фонду розпочала виробництво подкасту «Вже вечір вечоріє: підпілля УПА», присвяченого Українській повстанській армії.

### Відео
- «Лента за лентою» на шотландській волинці у яблуневому садку Моринців // ВІДЕО